# Democràcia Liberal
|  | Per a altres significats, vegeu «Democràcia liberal». |

Democràcia Liberal (DL) fou un partit polític francès, creat el 24 de juny de 1997, successor del Partit Republicà de 1977, alhora successor dels Republicans Independents de Valéry Giscard d'Estaing. En fou nomenat president Alain Madelin i secretari Gilles de Robien. El seu programa econòmic és ultraliberal, defensa l'abandó progressiu de la intervenció estatal en nombrosos sectors econòmics, i conservador en política.
Inicialment ea una secció d'UDF, però se'n separà quan decideix donar suport, després de les eleccions regionals franceses de 1998, a l'elecció de presidents regionals d'UDF amb vot del FN (Jacques Blanc, Jean-Pierre Soisson, Charles Baur i Charles Millon). El 25 de maig de 1998 un grup de 30 diputats d'UDF a l'Assemblea Nacional Francesa se'n separen i formen un grup parlamentari propi, Democràcia Liberal i Independents: Nicole Ameline, François d'Aubert, Sylvia Bassot, Dominique Bussereau, Roland Blum (adhesió el 3 de juny de 1998), Pierre Cardo, Antoine Carré, Pascal Clément, Georges Colombier, Bernard Deflesselles, Francis Delattre (retornà al grup UDF-Alliance el 15 de novembre de 2000), Franck Dhersin, Laurent Dominati, Dominique Dord (adhesió el 27 de maig de 1998), Renaud Dutreil (adhesió le 27 maig de 1998), Charles Ehrmann, Nicolas Forissier (adhesió el 27 de maig de 1998), Gilbert Gantier (adhesió el 29 de maig 1998), Claude Gatignol, Claude Goasguen (adhesió el 26 de maig de 1998 i retorna a UDF-Alliance el 26 de novembre), François Goulard, Pierre Hellier (adhesió el 27 de maig de 1998), Michel Herbillon (adhesió el 27 de maig de 1998), Philippe Houillon, Denis Jacquat (adhesió el 27 de maig de 1998), Aimé Kergueris, Marc Laffineur, Jean-Claude Lenoir, Pierre Lequiller, Alain Madelin, Jean-François Mattéi (adhesió el 27 de maig de 1998), Michel Meylan, Alain Moyne-Bressand, Yves Nicolin (adhesió el 3 de juny de 1998), Bernard Perrut, Jean Proriol (adhesió el 10 de juny de 1998), Marcelle Ramonet, Jean Rigaud, Jean Roatta, José Rossi, Joël Sarlot, Guy Teissier, Philippe Vasseur, Gérard Voisin i 2 propers: Paul Patriarche i Jean-Pierre Soisson (adhesió el 3 de novembre de 1999). José Rossi serà president del grup fins al 2000. A final de legislatura tenia 43 diputats.
El 22 desembre de 2000 designa Alain Madelin com a candidat a les eleccions presidencials franceses de 2002. Obté 3,91% i 1.113.484 vots, però no passa a segona volta i decideix donar suport al candidat Jacques Chirac. El seu vicepresident, Jean-Pierre Raffarin, seria nomenat primer ministre. A les eleccions legislatives franceses de 2002 s'uneix a RPR i dissidents d'UDF per a formar la Unió per a la Majoria Presidencial, germe del que seria posteriorment l'UMP.